# 圣布里厄德莫龙
圣布里厄德莫龙（法語：Saint-Brieuc-de-Mauron，法語發音：[sɛ̃ bʁijø də moʁɔ̃]，意为“莫龙的圣布里厄”）是法国莫尔比昂省的一个市镇，位于该省东北部，属于瓦讷区。

## 地理
圣布里厄德莫龙（48°5'23"N, 2°21'47"W）面积14.35 平方千米，位于法国布列塔尼大區莫尔比昂省，该省份为法国西北部沿海省份，位于布列塔尼半岛南部，北起阿摩尔滨海省、西接菲尼斯泰尔省，南濒大西洋，东南接大西洋卢瓦尔省，东临伊勒-维莱讷省。
与圣布里厄德莫龙接壤的市镇（或旧市镇、城区）包括：伊利福、莫龙、吉利耶、埃夫里盖、布里尼亚克。

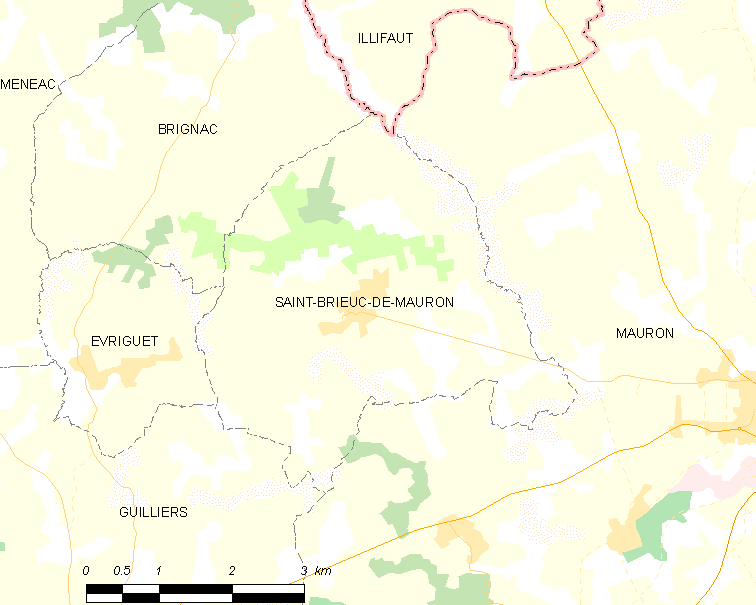
圣布里厄德莫龙的OSM定位图

圣布里厄德莫龙的时区为UTC+01:00、UTC+02:00（夏令时）。

## 行政
圣布里厄德莫龙的邮政编码为56430，INSEE市镇编码为56208。

## 政治
圣布里厄德莫龙所属的省级选区为普洛埃梅勒县。

## 人口

1962-2008年间圣布里厄德莫龙人口变化图示

圣布里厄德莫龙于2022年1月1日时的人口数量为294人。